# Cél járás (Góbi-Altaj)
Cél járás (mongol nyelven: Цээл сум) Mongólia Góbi-Altaj tartományának egyik járása. Területe 5600 km². Népessége kb. 3000 fő.
Székhelye Cél (Цээл), mely 167 km-re délnyugatra fekszik Altaj tartományi székhelytől.